# Peter Kelder (GTST)
Peter Kelder (geboren als Peter Sebastiaan Huygens) is een personage uit de Nederlandse soapserie Goede tijden, slechte tijden. De rol werd in de eerste drie jaar (1990-1993) vertolkt door acteur Antonie Kamerling. In 1995 maakte hij een eenmalige comeback van 23 mei 1995 (afl. 942) tot 22 september 1995 (afl. 965).

## Geschiedenis

### 1990

#### Historie
Peter Kelder begint als een luidruchtige en moeilijke leerling die een moeizame relatie heeft met zijn 'ouders' en op school slechte cijfers haalt. Ook zijn relatie met zijn lerares Helen Helmink verloopt uiterst moeizaam. Het blijkt dat hij thuis regelmatig geslagen wordt door zijn vader Willem Kelder en als er de volgende dag vijftig gulden aan huishoudgeld mist is het weer raak. Peter laat dat niet op zich zitten en slaat een stoel op Willems toch al kapotte rug; met een gat in zijn hoofd vlucht hij naar zijn beste vriend Arnie bij wie hij intrekt.
Peter, die werk gevonden heeft op een schip dat een wereldreis gaat maken, gaat op 12 oktober 1990 naar de burgerlijke stand voor een inschrijvingsbewijs, en doet de schokkende ontdekking dat die er niet is, waardoor de baan niet doorgaat. Na enige aarzeling geeft Willem Kelder het grif toe: Peter is geadopteerd in ruil voor een flinke som geld, die uiteindelijk niet zou aankomen. Peter begint zich vanaf dan af te vragen wie hij is en waar hij vandaan komt; enkele speurtochten met Arnie halen weinig uit.

#### Suzanne Balk
Al snel bloeit Peter op; hij biedt nadat ze aan elkaar moeten wennen een troostende schouder aan Arnies moeder Laura en krijgt een relatie met Suzanne Balk. Ook de relatie tussen Peter en Helen Helmink wordt iets beter. Suzanne laat haar omgeving denken dat ze werkzaam is in de pr-branch, maar in werkelijkheid is ze werkzaam bij de escortservice van Martine Hafkamp. Wanneer de politie onderzoek doet naar de moord op Hafkamps overspelige liefde Marc de Waal krijgt Peter van de rechercheur Franssen de waarheid te horen. Hoewel hij haar na wat strubbeling lijkt te steunen gaan ze na enkele ruzies uit elkaar. De twee komen echter regelmatig tijdelijk bij elkaar.

### 1991

#### Carrière
Peter werkt in de coffeeshop met Myriam van der Pol die het hem in eerste instantie knap lastig maakt, maar later een van zijn beste vrienden wordt. Zijn adoptiebroertje Chiel doet een duit in het zakje door een ruit in te gooien. Als de coffeeshop dichtgaat neemt de nieuwe eigenaar Daniël hem begin 1991 mee in zaken. Ze bieden rijke zakenlui tochtjes aan op een bod, Daniëls goklust doet ze alles verliezen. Daniël pakt zijn oude baan als directeur van het Jongeren Opvang Centrum (JOC) weer op zich en benoemt Peter tot de tweede man binnen de instantie. Later worden ze aangevuld door Helen Helmink. Peter werkt er ruim een half jaar waarna hij in een loods gaat werken met Mickey Lammers; helaas koopt Frits van Houten hun bedrijf op nog voordat het überhaupt van de grond komt. En het is diezelfde Frits die Suzanne verkracht en zwanger maakt. Van Houten licht Peter zelf omringd door lijfwachten in dat niet Peter, maar Frits de vader is. Uiteindelijk blijkt Suzanne niet zwanger te zijn.
Peter wordt er nog even van verdacht spullen gestolen te hebben uit een magazijn; dit blijkt uiteindelijk Robbie Sybrandi gedaan te hebben. Dit is wel een reden dat het weer uitgaat tussen Peter en Suzanne. Vervolgens keert Peter zich een tijd af van zijn vrienden, behalve Arnie; bij zijn nieuwe baan ontmoet hij Jan-Henk Gerritse met wie hij een aannemersbedrijf begint.

### 1992

#### De Kelder
Dan doet nieuwkomer Anita Dendermonde haar intrede; ze doet alles om bij Peter in de buurt te zijn en gaat zelfs mee op jacht naar de erfenis die zijn overleden pleegmoeder Gerda heeft verstopt. De speurtocht voert naar het schoolgebouw; ze breken er in maar worden door de rector betrapt. Toch levert de speurtocht resultaat op; Peter gebruikt het geld om de kelder waar het opvangcentrum huist voor sloop te behoeden en ernaast met zijn mede-investeerder en nieuwe zakenpartner Helen Helmink een restaurant van te maken dat zijn achternaam draagt. Het personeel bestaat uit Anita die traditionele en zelfbedachte stamppotten bereidt en Arnie die de bediening voor zijn rekening neemt.

#### Roos de Jager
Eind oktober 1992 komt Roos de Jager naar Meerdijk; Peter strijdt met Arnie om haar charmes en lijkt als winnaar uit de bus te komen, maar als hij rond de Kerst even weg moet om zijn zusje tegen Willem te beschermen grijpt Arnie zijn kans om alsnog het hart van Roos te winnen. Peter is woedend als hij begin januari 1993 terugkeert en slaat Arnie de polikliniek in; maar daarna drinken ze wel samen een biertje en hun vriendschap herstelt zich weer.

### 1993

#### Vaderschap
Met Suzanne raakt het ook weer aan; er is zelfs een kind op komst en het is van hen samen. Als Suzanne een medaillon met een babyhaarlok van Peter aan Helen geeft weet die meteen wie haar jarenlang dood gewaande zoon is. Suzanne is onzeker over haar zwangerschap en Peters rol in het geheel; juist dat zorgt ervoor dat er binnen de kortste keren steeds weer ruzie ontstaat. Peter gooit een fiets door het raam van Flash, het bedrijf van Suzanne en Daniel. Als hij het probeert uit te praten met Suzanne krijgen ze hevige ruzie. Peter kan zich niet beheersen en staat op het punt uit te halen waardoor Suzanne flauwvalt. Hij gaat naar Daniel en legt uit wat er is gebeurd en wat hij wilde doen. Peter is bang dat hij in het gedrag van zijn pleegvader zal vervallen als hij hier blijft; dit is een van de redenen om te vertrekken.

#### Vertrek uit Meerdijk
Peter is de adviezen van Helen spuugzat en gooit haar de Kelder uit; de moeder en zoon-hereniging lijkt verder weg dan ooit. En dan komen Willem en zijn vuisten terug om hun erfdeel op te eisen. Peter vindt dat hij nergens recht op heeft, maar Willem is echter niet van plan om met lege handen weg te gaan. De situatie met Suzanne, de problemen met Helen en terugkeer van Willem Kelder drijven Peter tot een rigoureus besluit; hij verlaat het restaurant en gaat weg uit Meerdijk. Alleen Daniël en Arnie brengt hij hiervan op de hoogte.

### 1995

#### Operatie van Guusje
In december 1993 wordt Guusje geboren; na bijna anderhalf jaar blijkt dat hij aan z'n ogen moet worden geopereerd, maar Suzanne kan het niet betalen en overweegt om de hulp in te roepen van de louche zakenman Onno P. Wassenaar die daar wat voor terug wil. Anno 1995 woont een langharige Peter in Italië en heeft nog contact met Mark de Moor; Mark is dan even in Nederland en geeft telefonisch het slechte nieuws door. Peter komt overgevlogen voor Guusje en wil een goed gesprek met Suzanne, wat al snel weer op ruzie uitloopt. Verder krijgt Peter dan eindelijk te horen dat hij de zoon is van Helen en de zakenman Rolf Huygens (in 1992 doodgereden in opdracht van Martine); hij gebruikt zijn geld om de operatie te betalen en is alweer vertrokken nog voordat Suzanne (die ondertussen een paar keer naar bed is geweest met Wassenaar) de kans krijgt om hem te bedanken. Zij zoekt hem echter op terwijl hij weer aan het liften is en na een omhelzing nemen de twee afscheid omdat Peter besluit dat het beter is zoals het nu is.

## Familiebetrekkingen
- Rolf Huygens (vader; overleden)
- Helen Helmink (moeder)
- Alexandra Huygens (vaderlijke halfzus)
- Martijn Huygens (vaderlijke halfbroer)
- Wouter Hafkamp (vaderlijke halfbroer; overleden)
- Martin Helmink (oom)
- Wim Helmink (oudoom)
- Agaath Huygens (stiefmoeder; overleden)
- Willem Kelder (adoptievader)
- Gerda Kelder-Timmer (adoptiemoeder; overleden)
- Connie Kelder (adoptiezus)
- Chiel Kelder (adoptiebroer)

### Kinderen
- Guusje Balk (zoon met Suzanne Balk)